# Jean des Cognets
Jean des Cognets (Saint-Brieuc, 15 décembre 1883 - Paris, 19 décembre 1961) est un avocat, écrivain et homme de presse français. Il fut un précurseur de la presse féminine, à partir des années 1920, puis une figure majeure de la presse bretonne, du début des années 1930 jusqu'à la fin de la Seconde Guerre mondiale. Il joua aussi un rôle dans la défense de la langue et de l'identité bretonne, à la tête du journal L'Ouest-Éclair et par son œuvre littéraire poétique, qui sera notamment à l'origine du premier film en breton. Régionaliste breton modéré, il milita pour l'autonomie bretonne sans être séparatiste et il s'inscrira idéologiquement comme catholique social,,,,,,,.

## Biographie
Né à Saint-Brieuc, Jean des Cognets fait ses études à l'école Saint-Charles de cette ville,. Issue d'une très vieille famille de la noblesse d'épée bretonne (attestée depuis le XIIe siècle) qui est originaire du pays de Fréhel et a donné essentiellement des officiers et magistrats, il est fils de Louis-Marie des Cognets, avocat et Bâtonnier des avocats de Saint-Brieuc ainsi que châtelain de Portzamparc à Plounévez-Moëdec, et de Marie Mathilde Joséphine Aubert,,,. Il devient par la suite beau-fils de Marie O'Rorke de Kersauson du Vigac, seconde épouse de son père,. Il est également demi-frère de Paul des Cognets, un homme de presse lui aussi, qui fut journaliste pour Ouest-France après la Seconde Guerre mondiale, et officier, servant dans l'armée d'infanterie en tant que Lieutenant en 1939-1940. Ce dernier fut décoré de la Légion d'honneur à ce titre,.
Jean des Cognets épouse en 1906 Marie-Cécile Boscal de Reals de Mornac.
Il réalise ses études au collège Stanislas de Paris puis, à l'université de Paris où il obtient ses licences de droit et de lettres. Ce dernier a été fortement influencé par les mouvements catholiques de début du siècle au point de devenir membre du Sillon. En 1906, il intègre le conseil de surveillance de la Presse Régionale de l'Ouest, éditrice de L'Ouest-Éclair, après avoir succédé à l'abbé Trochu. Il est par ailleurs un parent d'Emmanuel Desgrées du Loû, cofondateur du journal L'Ouest-Éclair. Il fut très proche de ce dernier ainsi que de son épouse Jeanne, qui lui fit confiance pour reprendre le journal de son mari, décédé en 1933, lors de la déclaration de guerre de 1939.
En 1910, il passe à la société anonyme du Petit Écho de la mode. En 1920, il devient le directeur général de ce magazine féminin à grand tirage. Il se consacre essentiellement durant l'entre deux-guerres à ce magazine de grande diffusion, alors marqué par une influence chrétienne. Pour le journaliste Jean Dannemuller, Jean des Cognets fut un précurseur de la presse féminine.
En 1930, en plus de cette activité liée à la mode, il assume la responsabilité de président du conseil de surveillance de la Presse Régionale de l'Ouest,. Cela lui permet d'ajouter à L'Ouest-Éclair des articles littéraires et porter le journal à un « tirage record ». Auteur de nombreuses chroniques littéraires et poèmes, il s'inscrit dans un style de classicisme littéraire ,.
Appuyé par un groupe de divers actionnaires, aussi bien anciens que nouveaux, il parvient en codirection, à la suite de la mort d'Emmanuel Desgrées du Loû, à reprendre en main la situation financière et morale du journal. A la tête du conseil de surveillance de la Presse Régionale de l'Ouest, il devient un acteur majeur de la presse de l'Ouest français : il pilote plus de 600 employés et un journal, L'Ouest-Éclair, qui rayonne sur 14 départements différents et 13 éditions,. La veille de la Seconde Guerre mondiale, ce journal qu'il co-dirige est le plus important organe de presse régionale de France.
Les deux fils du couple Desgrées du Loû, François et Paul, travaillent alors avec lui au sein du journal. Ainsi que le gendre d'Emmanuel Desgrées du Loû : le futur résistant Paul Hutin. Ce dernier quittera L'Ouest-Éclair au début de la Seconde Guerre mondiale, pour finalement demander à Jean des Cognets d'y être réintégré en 1941.
Des Cognets se lia également à Francisque Gay, homme de presse lui aussi, et il deviendra un ami de la philosophe Simone Weil ainsi que de sa famille.
Il travaille en 1934 avec le réalisateur Jean Epstein sur la réalisation du premier film en breton, Chanson d'Ar-mor, dont il écrit le scénario et les dialogues en français qui seront adaptés et traduit en langue bretonne par Fañch Gourvil. Ce film est inspiré de son ouvrage D'un vieux monde, publié en 1918. Jean Epstein, qui avait lu l'ouvrage D'un vieux monde, expliquera dans un entretien qu'il accordera à Cinémonde en octobre 1934, que c'est Jean des Cognets, lors d'une rencontre entre les deux hommes, qui lui donna l'idée de réaliser le tout premier film en breton. Ce film sera une adaptation de cette œuvre de des Cognets et avait pour but de mettre en avant la Bretagne et son identité.
Engagé politiquement, Jean des Cognets sera un militant important du Parti démocrate populaire. Il s'inscrit idéologiquement dans le mouvement démocrate-chrétien.
Entre juin 1940 et juillet 1944, il assure de fait la direction politique de L'Ouest-Éclair. En outre, il est désigné membre du comité consultatif de Bretagne en 1942. À partir de la même année, il se montre en désaccord avec le régime de Vichy et son chef de gouvernement Pierre Laval.
Sa position pendant la guerre fut complexe. Il voit au départ, comme ses collègues Edgar de Kergariou et François Jaffrennou, avec qui il rédigea un projet de préservation et d'enseignement du breton en 1940, d'un bon œil la volonté du maréchal Pétain de mettre en avant les identités régionales. Puis dans un second temps, il prendra ses distances avec Vichy, et montrera son rejet du conflit. En effet, se montrant dès 1941 désabusé dans une lettre destinée à Jeanne Desgrées du Loû, veuve de son cousin Emmanuel, il exprime son dégoût de la guerre, de la situation, et fit part de ses envies de quitter ses responsabilités et son journal. Ce qu'il ne fera finalement pas, car souhaitant vraisemblablement le garder en vie,,,.
Après-guerre, Jean des Cognets est condamné pour avoir continuer de faire paraître le journal L'Ouest-Éclair sous l'occupation. Il eu une condamnation de deux ans de prison, et une indignité nationale à vie, sous le chef d'inculpation de participation à "une entreprise de nature à favoriser les menées de l'ennemi et de sa propagande contre la France et ses alliés" Néanmoins, sa peine sera levée en 1949,. Vite sortie de prison, il sera épuré après la Libération et son rôle sous l'Occupation fut ensuite réévalué. Il se sera en effet opposé aux autonomistes et nationalistes bretons, alors soutenus par les allemands, aura pris ses distances avec Vichy puis le gouvernement de Pierre Laval et il fut un ennemi du collaborateur et nationaliste breton Olier Mordrel. L'historien et résistant H. Fréville lui attribue également la volonté de préserver la ligne éditoriale française au sein du journal Ouest-Éclair, qui faisait alors face aux velléités allemandes et des nationalistes bretons,,,,,.
Selon Yann Fouéré, Jean des Cognets souhaitait en effet éviter une mainmise sur les presses des autonomistes au moment de l'arrivée des allemands. Pour cela, il prône alors une ligne régionaliste respectueuse de l'unité française, ce que souhaitait globalement l'opinion publique bretonne à l'époque, nous dit Yann Fouéré . Le but de se positionnement fut pour Jean des Cognets et son journal de s'éloigner des journaux bretons autonomistes tels que Breizh Atao et L'Heure bretonne, qui furent d'ailleurs par la suite pendant l'occupation tous deux impliqués dans la collaboration.
Après la guerre, il reprend donc ses travaux littéraires et se consacre essentiellement à la poésie,.
Il fut également un très proche ami du poète catholique Maurice Brillant, avec qui il parcourt la Bretagne.
Il fait de nombreux séjours à Saint-Michel-en-Grève où il possède une maison. Il remportera deux prix littéraires au cours de sa carrière : le Prix d'Académie, en 1914, et le prix Archon-Despérouses, en 1921,.

## Œuvres
Jean Chaigne écrit en 1970 que « l’œuvre de Jean des Cognets comprend peu de titres, mais aucun n'est négligeable ». Spécialiste de Lamartine, il lui a consacré de nombreux écrits. Principales œuvres :
- Mélanges d'histoire littéraire, 1905
- Étude sur les manuscrits de Lamartine conservés à la Bibliothèque nationale, 1906
- Les Idées morales de Lamartine, 1909
- Lamartine et Elvire, 1910
- La vie intérieure de Lamartine d'après les souvenirs inédits de son plus intime ami J. M. Dargaud, 1913
- D'un Vieux monde  (ill. Malo-Renault), 1932 (1re éd. 1918) (lire en ligne)
- Sous la croix de sang, 1920
- L’un d’eux : Amédée Guiard, 1921
- Marc Sangnier : sa vie, son œuvre, 1925
- Fugitives, 1929
- Jocelyn, épisode : journal trouvé chez un curé de village, 1952

## Prix littéraires
- 1914 - Prix d'Académie pour La vie intérieure de Lamartine[31]
- 1921 - Prix Archon-Despérouses pour Sous la croix de sang[31]